# المسند المصنف المعلل
المسند المُصنَّف المُعَلَّل يُعد أكبر كتاب جامع لأحاديث كل الصحابة من رواة الحديث سواء كانت أحاديث مرفوعة أو أحاديث موقوفة وهو حصيلة أكثر من عقدين من العمل الجاد المتواصل (منذ سنة 1990م)، قام بتأليفه مجموعة من المؤلفين؛ بشار عواد معروف، السيد أبو المعاطي النوري، محمد مهدي المسلمي، أحمد عبد الرزاق عيد، أيمن إبراهيم الزامل، محمود محمد خليل. هو مُصنَّف لأنه جمع أحاديث كل صحابي في مكان واحد رتبت على أبواب الفقه المعروفة في كتب "الجوامع" و"السنن". ورتب الصحابة على حروف المعجم، فضلا عن جعله في ستة أبواب، الأول في مسند الصحابة، والثاني لمن اشتهر بالكنى منهم، والثالث في المبهمات من الرجال، والرابع في أسماء النساء، والخامس في كناهم، والسادس في المبهمات من النساء. وهو مُعلَّل لأن المؤلفين أتبَعو كل حديث بمجموعة من الفوائد الخاصة به إن توفرت أو توفر بعضها.

## جمع الأحاديث
الكتاب يجمع جميع الأحاديث المرفوعة وطرقها الواردة في الكتب الآتية:
- الموطأ تأليف مالك بن أنس الأصبحي (ت 189 هـ).
- المصنف تأليف عبد الرزاق بن همام الصنعاني (ت 211 هـ).
- المسند تأليف أبي بكر عبد الله بن الزبير القرشي الحميدي (ت 219 هـ).
- المصنف تأليف أبي بكر عبد الله بن محمد بن أبي شيبة (ت 235 هـ).
- المسند تأليف أبي عبد الله أحمد بن محمد بن حنبل الشيباني (ت 241 هـ).
- المنتخب من مسند عبد بن حميد تأليف أبي محمد عبد بن حميد بن نصر الكشي (ت 249 هـ).
- المسند تأليف أبي محمد عبد الله بن عبد الرحمن الدارمي (ت 255 هـ).
- وحوالي 16 كتابًا ومرجعًا آخر.

## أبواب الكتاب
الكتاب ينقسم إلى قسمين (مسند الصحابة) و(مسند النساء) وأبوابه مرتبة كالتالي:
1. الإيمان.
2. الطهارة
3. الصلاة.
4. الجنائز.
5. الزكاة.
6. الحج.
7. الصوم.
8. النكاح، الرضاع.
9. الطلاق، اللعان.
10. العتق.
11. البيوع والمعاملات.
12. اللقطة.
13. المزارعة
14. الوصايا.
15. الفرائض.
16. الهبة.
17. الأيمان.
18. النذور.
19. الحدود والديات.
20. الأقضية.
21. الأطعمة والأشربة.
22. اللباس والزينة.
23. الصيد والذبائح.
24. الأضاحي.
25. الطب والمرض.
26. الأدب.
27. الذكر والدعاء.
28. التوبة.
29. الرؤيا.
30. القرآن.
31. العلم.
32. السنة.
33. الجهاد.
34. الإمارة.
35. المناقب.
36. الزهد والرقاق.
37. الفتن.
38. أشراط الساعة.
39. القيامة، والجنة والنار.

## أنظر أيضًا
- مصنف عبد الرزاق
- مصنف ابن أبي شيبة

## وصلات خارجية
- صفحة الكتاب في موقع المكتبة الشاملة